# 수취인불명
"수취인불명"(受取人不明, Address Unknown)은 김기덕이 각본과 감독을 맡고 LJ FILM(주)이 처음 제작한 한국영화이다. 2001년 6월 2일에 개봉하였고 2001년 베네치아 국제 영화제에서 개막작으로 상영되었다.

## 줄거리
1970년대 말, 미군부대가 주둔하고 있는 한 마을 입구의 버스에는 양공주였던 창국 엄마가 혼혈 아들 창국과 단 둘이 살면서 미국에 간 흑인 남편에게 끊임없이 편지를 쓴다.
그러나 편지는 늘 '수취인불명'도장이 찍혀서 돌아온다. 개장수 개눈은 창국 엄마에 대한 연정으로 그들 모자를 돌본다. 창국은 '혼혈아'라는 이유로 사람들에게 따돌림을 받아 개눈 밑에서 개를 잡으며 생활한다.
어렸을 때 다친 눈 때문에 폐쇄적인 성격인 은옥은 화방에서 일하는 지흠의 사랑을 받아들이지 못하고 눈을 고쳐주겠다는 미군 제임스에게 몸을 준다. 개눈은 자기 어머니에게 폭력을 행사하는 창국에게 가혹하게 대하는데...

## 출연진
- 창국: 양동근
- 은옥: 반민정
- 지흠: 김영민
- 개눈: 조재현
- 창국 모: 방은진
- 지흠 부: 명계남
- 제임스: 밋츠 마럼(Mitch Mahlum)
- 놈 1: 조명연
- 놈 2: 김상원
- 충호: 손민석
- 은옥 모: 이인옥
- 형사: 고용하
- 동네어른: 김건호, 엄동환, 기연호
- 면직원: 최진홍
- 가게여주인: 권남희
- 공사감독: 양승병
- 인부 1: 김진만
- 인부 2: 김정호
- 인부 3: 신삼봉
- 우체부: 김형찬
- 개 주인: 김태영
- 하우스주인: 박통일
- 하우스여주인 :전성애
- 사복경찰: 구본석
- 어린 은옥:나혜미
- 어린 충호:김준용
- 아이들:이홍욱, 윤종환, 김정환, 손지은
- 경찰 1:오정세
- 경찰 2:이동준
- 소대장:숀 호스킨스(Sean Hoskins)

## 제작진
- 배급:튜브 엔터테인먼트
- 제작:이승재
- 공동제작:김기덕 필름
- 제작지원:영화진흥위원회
- 기획:김소희
- 프로듀서:김상근
- 각본/감독:김기덕
- 촬영감독:서정민
- 조명감독:신준하
- 동시녹음:안상호
- 믹싱:Wave Lab
- 편집:함성원
- 음악:박호준
- 미술:김기덕
- 소품:정민영
- 특수분장:윤예령
- 세트:오상만
- 의상:전홍주
- 분장:신은진
- 조감독:허성욱,조인호
- 특수효과:CINE FX
- 사운드수퍼바이저:이승철
- 제작사:LJ필름(주)

## 삽입곡
- 『Dark wood2』
- 『Minor Blue』

데이비드 달링(courtesy of ECM)

## 수상 내역
- 제21회 영화평론가협회상 신인남우상:양동근
- 제21회 영화평론가협회상 각본상:김기덕
- 2002년 제39회 대종상 영화제 여우조연상:방은진
- 2001년 제2회 부산영화평론가협회상 남우조연상:조재현